# Jean d'Ormesson
Jean Bruno Wladimir François-de-Paule Lefèvre d'Ormesson (16. června 1925 Paříž – 5. prosince 2017 Paříž) byl francouzský spisovatel konzervativní orientace. Je autorem čtyřiceti knih, v letech 1974 až 1977 byl ředitelem deníku Le Figaro a až do své smrti děkanem Académie Française, do které byl zvolen v roce 1973. Pocházel ze šlechtické rodiny. Jeho otec, André Lefèvre, markýz z Ormessonu, byl francouzským velvyslancem v Brazílii. Po jeho smrti mu byla v Invalidovně vzdána státní pocta, projev přednesl Emmanuel Macron, přítomni byli i bývalí prezidenti Nicolas Sarkozy a François Hollande.